# Dysdera crocata
Dysdera crocata C. L. Koch, 1838 é uma espécie de aranha da infraordem Haplogynae que preda exclusivamente isópodes terrestres da subordem Oniscidea (bicho-de-conta). Com origem na Europa, a espécie é actualmente tendencialmente cosmopolita, estando apenas ausente das regiões tropicais.

## Descrição
Os espécimes femininos apresentam um comprimento corporal de 11–15 mm, enquanto os machos são menores, medindo apenas 9–10 mm de comprimento.
Apresentam o cefalotórax e as pernas de cor vermelho escuro ou castanho escuro e o abdómen amarelo-acastanhado, muito brilhante. As quelíceras são desproporcionadamente grandes em relação ao corpo.
Tendo apenas em consideração apenas os aspectos morfológicos, a espécie Dysdera crocata é difícil de distinguir da Dysdera erythrina, uma espécie próxima, mas muito menos comum e que raramente é encontrada próximo de habitações humanas.
Dysdera crocata é em geral encontrada sob pedras e troncos em zonas húmidas e abrigadas que onde existam populações consideráveis de isópodes (bichos-de-conta). Por vezes são encontradas em lugares húmidos no interior de habitações.
A espécie tem hábitos noturnos, passando o dia num abrigo de seda, do qual sai à noite para caçar. A caça é feita sem recurso a teia, já que a aranha procura activamente os bichos-de-conta, que constituem a sua principal dieta, cujo exosqueleto perfura com as suas grandes quelíceras.
O acasalamento nestas aranhas é rodeado de grande agressividade, o que faz com que macho e fêmea corram sérios riscos de sofrer ferimentos infligidos pelas quelíceras do parceiro. A fêmea põe os ovos num saco de seda, acreditando-se que cuide dos juvenis após a eclosão.
A espécie morde os humanos quando agarrada, podendo a mordedura ser dolorosa, mas o veneno não causa problemas sérios de saúde para além de vermelhidão e coceira localizadas em torno da picada.